# Tickhill Castle
Tickhill Castle är ett slott i Doncaster i Storbritannien. Det ligger i grevskapet South Yorkshire och riksdelen England, i den sydöstra delen av landet, 220 km norr om huvudstaden London. Tickhill Castle ligger 22 meter över havet.
Terrängen runt Tickhill Castle är platt. Runt Tickhill Castle är det ganska tätbefolkat, med 172 invånare per kvadratkilometer. Närmaste större samhälle är Rotherham, 16,4 km väster om Tickhill Castle. Trakten runt Tickhill Castle består till största delen av jordbruksmark.